# Kamehameha I.
Kamehameha I. zvaný též Kamehameha Veliký (anglicky: Kamehameha the Great, celé havajské jméno: Kalani Paiʻea Wohi o Kaleikini Kealiʻikui Kamehameha o ʻIolani i Kaiwikapu kauʻi Ka Liholiho Kūnuiākea) založil v roce 1810 Havajské království vojenským sjednocením všech ostrovních klanů a kmenů. Sebe označil jako krále a založil tak dynastii Kamehameha. Jeho manželkou byla regentka Elizabeth Kaʻahumanu.
Vznik království sahá do roku 1778 kdy došlo k objevu Havajských ostrovů Jamesem Cookem. V té době vládl každému ostrovu jeden vládce zvaný aliʻi nui. Mezi vládci docházelo k bojům o vládu nad ostrovy. Přimíchal se do nich i James Cook a při tom byl zabit. Po mnoha letech menších nebo větších bitev a konfliktů koncem 18. a začátkem 19. století si upevnil ambiciózní Kamehameha svou vojenskou sílu nad ostrovy a násilím připojil k Havajským ostrovům ostrov Kauai. Na jeho vítězství se podíleli i západní poradci a použití evropských zbraní.

## Místo posledního odpočinku
Když Kamehameha 8. nebo 14. května 1819 zemřel, jeho tělo podle starověkého zvyku zvaného hūnākele (doslova „schovávat se v tajnosti“) ukryli jeho věrní přátelé Hoapili a Hoʻolulu. Mana neboli síla člověka byla považována za posvátnou. Podle starodávného zvyku bylo jeho tělo pohřbeno na skrytém místě kvůli jeho maně. Místo jeho posledního odpočinku zůstává neznámé. V jednom okamžiku své vlády požádal Kamehameha III., aby mu Hoapili ukázal, kde jsou pohřbeny kosti jeho otce, ale cestou tam Hoapili poznal, že jsou sledováni, a tak se otočil.
| Předchůdce: - | Znak z doby nástupu | Král havajských ostrovů Kamehameha I. 1810–1819 | Znak z doby konce vlády | Nástupce: Kamehameha II. |